# Ejisu-Juaben District
Der Ejisu-Juaben District ist einer von 138 Distrikten in Ghana. Er ist im Zentrum des Landes in der Ashanti Region gelegen und dort einer von 21 regionalen Distrikten. 
Der Ejisu-Juaben District grenzt an die Distrikte Asante Akim North, Asante Akim South, Kwabre, Sekyere East, Amasie East, Botsomtwe/Atwima/Kwamhuma und Kumasi Metropolitan. Chief Executive des 678 km² großen Distrikts mit ca. 144.272 Einwohnern ist Yaw Ahenkra Afrifa mit Sitz in der Distrikthauptstadt Ejisu.

## Geographie
Die Durchschnittstemperaturen liegen zwischen 20 Grad Celsius im August und 32 Grad Celsius im März. Der Distrikt liegt in der Feuchtwaldzone und ist überwiegend mit Regenwald bedeckt. Viele der Bäume sind auch für den Export begehrte Harthölzer. 
Aufgrund der starken Regenfälle während der Regenzeiten zwischen Juli und August sowie zwischen März und April, die eine jährliche Niederschlagsmenge zwischen 1200 mm und 1500 mm erreichen, sind einige Teile des Distrikts von niederschlagsbedinger Erosion betroffen. Vor allem in den Orten Besease, Kokobra, Kwaso und Ejisu hatte diese bereits sichtbare Auswirkungen. Auch der Rückgang des Waldbestandes und die Extensivierung der Landwirtschaft haben einige Teile des Distrikts für Erosionsschäden anfällig werden lassen.

## Bevölkerung
Die Bevölkerung im Distrikt setzt sich zu 86 Prozent aus den Akan-Völkern zusammen. Drei Prozent der Distriktbevölkerung sind Ewe, 1 Prozent sind Ga und 9,3 Prozent sind Völker aus dem Norden Ghanas. 87 Prozent der Bevölkerung sind Christen, 9,7 Prozent sind Muslime, 1,7 Prozent Anhänger traditioneller Religionen und 1,7 Prozent gehören anderen oder keiner Religion an.
Zwei Paramount Chiefs (Oberhäuptlinge) haben bis heute großen Einfluss auf lokaler Ebene. Ein Paramount Chief ist der Häuptling von Ejisu, der Ejisumanhene, ein weiterer ist der Häuptling von Juaben, der Juabenmanhene. In Juaben ist traditionell der Dienstag der „Tabu“-Tag, an dem die Arbeit ruht, in Ejisu ist der Sonntag „Tabu“-Tag.
Bekannte traditionelle Festivals im Distrikt sind Akwasidea, Awukudae und Fofie. In Anerkennung an die große traditionelle Königin Yaa Asantewaa der Ashanti wurde im August 2006 das Yaa Asantewaa Festival erstmals gefeiert. Dieses Festival soll nunmehr im Zweijahresrhythmus jeweils in der ersten Augustwoche abgehalten werden. 
2005 lebten im Ejisu-Juaben District 120.869 Menschen, von denen 63.456 Frauen (52,5 Prozent) und 57.413 Männer (47,5 Prozent) waren. Noch 1960 lebten mit nur 44,0 Prozent der Bevölkerung lediglich 21.264 Frauen und mit 56 Prozent 27.064 Männer im Distrikt, insgesamt gab es in jenem Jahr ca. 48.328 Einwohner. 2006 lebten 144.272 Menschen im Distrikt.
Die Bevölkerung besteht zu 50,2 Prozent aus Männern und 49,8 Prozent aus Frauen. In der Altersgruppe zwischen 15 und 64 Jahren sind 58,5 Prozent der Bevölkerung. Unter 15 Jahre alt sind 38,5 Prozent der Bewohner, lediglich 3 Prozent haben ein Alter von über 65 Jahren erreicht. Eine andere Rechnung stellt 100 Menschen aus der arbeitsfähigen Altersgruppe 70 abhängige Kinder oder Alte gegenüber.
Von den verschiedenen Methoden der Familienplanung haben 91,7 Prozent der Bevölkerung Kenntnis, weitere 8,3 Prozent nutzen traditionelle Methoden oder betreiben keinerlei Familienplanung. Diese Lage ist zu 44 Prozent auf den Einsatz von Gesundheitshelfern und zu 56 Prozent auf Bildung aus den Medien zurückzuführen. 92,1 Prozent der Bevölkerung leben in monogamen Beziehungen, 7,1 Prozent in polygamen Familienstrukturen.
Von den 84 Siedlungen im Distrikt werden 69,82 Prozent zu den dörflichen Ansiedlungen mit weniger als 5000 Einwohnern gerechnet. Lediglich die fünf Orte Ejisu, Juaben, Bonwire, Fumesua und Kwamo zählen mit über 5000 Einwohnern als städtische Siedlungen. In diesen fünf Siedlungen leben 30,18 Prozent der Distriktbevölkerung, allein in der Distrikthauptstadt Ejisu leben 9,2 Prozent. 65 Siedlungen haben eine Bevölkerung von über 400 Menschen.

## Wirtschaft
Der Hauptwirtschaftszweig im Distrikt ist die Landwirtschaft, gefolgt vom Dienstleistungssektor und der Industrie. In der Bevölkerung ist die Arbeitslosenquote mit 62,5 Prozent beinahe doppelt so hoch wie die Beschäftigungslosigkeit unter den Männern mit 37,5 Prozent. Von der Bevölkerung zahlen 78,4 Prozent der Berufstätigen Steuern. Von den Steuerzahlern wenden 63,9 Prozent weniger als 100.000 Cedis für die Steuer auf. Insgesamt 32 Prozent der Steuerzahler wenden 101.000–200.000 Cedis auf, 4,1 Prozent zahlen mehr als 200.000 Cedis.

### Landwirtschaft
Wie in beinahe allen Distrikten der Ashanti Region in Ghana ist auch der Ejisu-Juaben District wirtschaftlich von der Landwirtschaft dominiert. 55,6 Prozent der Arbeitskräfte arbeiten in diesem Bereich. Von allen Landwirten nutzen 87,2 Prozent Farmland im Ejisu-Juaben District, die übrigen 12,8 Prozent bewirtschaften Land in benachbarten Distrikten.
Von allen Betrieben bauen 94,1 Prozent lediglich Feldfrüchte an, 5,9 Prozent sind Mischbetriebe mit Ackerbau und Viehwirtschaft, kein Betrieb hält ausschließlich Vieh. Die Betriebe sind hauptsächlich Subsistenzwirtschaften, also Betriebe zur Selbstversorgung. Hauptanbaupflanzen sind Mais, Kochbananen, Kassava, Yam und Gemüse. Ferner werden zum Verkauf Kakao und Palmöl angebaut.
Von allen Feldfrüchtbetrieben bauen 90,1 Prozent verschiedene Produkte an, lediglich 9,9 Prozent sind Monokulturen. 48,5 Prozent der Betriebe nutzen die Feldwechselwirtschaft als traditionelle Anbaumethode. Diese Methode wird aufgrund der wachsenden Bevölkerung zunehmend ineffektiv. Bereits 45,5 Prozent der Betriebe verzichten daher auf den Feldwechsel zur Regeneration des Bodens. Dies birgt das Risiko der Auszehrung der Böden. Weitere 6 Prozent der Landwirte betreiben Fruchtwechsel auf den Feldern.
Das bewirtschaftete Farmland steht zu 54,4 Prozent im Familienbesitz, der einem Familienmitglied gehört und gepachtet oder zur Verfügung gestellt wird. 28,8 Prozent bewirtschaften eigenes Land, 16,5 Prozent haben Land von Dritten gepachtet.

### Dienstleistung
Im Distrikt arbeiten 23,8 Prozent der Beschäftigten. 83,4 Prozent der im Dienstleistungsbereich Tätigen sind Einzelhändler, 13,4 Prozent sind Großhändler. Von allen im Dienstleistungssektor Beschäftigen sind 91,7 Prozent Arbeiter und Angestellte, 8,3 Prozent sind selbständig tätig. 

### Industrie und Handwerk
In der Industrie sind 8 Prozent der Beschäftigten tätig. 73,7 Prozent der Betriebe hängen von Materiallieferungen aus anderen Distrikten ab. Die verbleibenden 26,3 Prozent beziehen ihre Rohstoffe aus dem Distrikt. 
Die holzverarbeitende Industrie ist mit 42,1 Prozent der größte Industriebereich. In der traditionellen Kente-Weberei sind 36,8 Prozent der Betriebe angesiedelt. 21,1 Prozent der im industriellen Bereich Tätigen arbeiten im metallverarbeitenden Gewerbe. 83,5 Prozent der Industriebetriebe nutzen elektrische Energie für die Produktionsabläufe, lediglich 16,5 Prozent nutzen Benzin oder Diesel.

## Bildung
Im Jahr 2005 gab es im Ejisu-Juaben District 122 Kindergärten und Krippen. 76 von diesen waren öffentliche Einrichtungen, 46 privat. Im gesamten Distrikt waren 134 Grundschulen, 88 öffentliche und 46 private Schule eröffnet. In den Grundschulen waren 2005 558 Lehrer tätig, von denen 515 eine berufsnahe Ausbildung vorweisen können.
77 Junior Secondary School (JSS)  sind im Distrikt tätig, von denen 56 öffentlich betrieben werden und 21 privat. In den JSS werden ca. 8000 Schüler von 411 ausgebildeten und 21 berufsfremden Lehrern unterrichtet. Weitere sechs Senior Secondary Schools (5 öffentliche und eine private) sind im Distrikt tätig.
72,3 Prozent der Gesamtbevölkerung können lesen und schreiben. 57,3 Prozent der Bevölkerung haben die JSS oder eine höhere Schule besucht. 

## Gesundheit
Durch verschmutztes Wasser werden im Ejisu-Juaben District noch immer Menschen mit Krankheiten wie Typhus, Cholera, Würmern oder Bilharziose infiziert. 58,2 Prozent der aus verschmutztes Wasser zurückzuführenden Krankheiten sind Typhusinfektionen, 31,6 Prozent Bilharziose, 2,5 Prozent Guineawurm, 6,3 Prozent Cholera und 1,3 Prozent Hauterkrankungen.

## Infrastruktur
Die Bevölkerung wird zu 38,7 Prozent mit Leitungswasser versorgt. 31 Prozent entnehmen Wasser aus Quellen und Brunnen, 0,3 Prozent aus Flüssen und 30 Prozent aus Bohrlöchern. 83 Prozent der Menschen nutzen das Wasser aus den jeweiligen Wasserversorgungseinrichtungen ohne weitere Aufbereitung. Von den restlichen 17 Prozent bereiten 37,5 Prozent das Wasser lediglich durch Erhitzen auf, 18,8 Prozent filtern das Wasser, 37,5 Prozent verwenden Chlor und 6,3 Prozent erhitzen das Wasser, nachdem sie es gefiltert haben. 
Die Bevölkerung wird im sanitären Bereich hauptsächlich durch öffentlichen Toilettenanlagen versorgt. 
Als wichtigste Energiequelle im Distrikt gilt Feuerholz. 48,5 Prozent der Menschen nutzen Holz zur Zubereitung ihrer Mahlzeiten, 0,7 Prozent verwenden Elektrizität, 13,7 Prozent Gas und 37,1 Prozent Holzkohle. Durchschnittlich müssen 2,12 km zum Erwerb des täglich genutzten Energieträgers zurückgelegt werden.
Die Hauptlichtquelle in Ejisu-Juaben ist elektrisches Licht. 69,2 Prozent der Menschen nutzen Elektrizität und haben damit grundsätzlich Zugang zum elektrischen Leitungsnetz. Kerosinlampen werden von 30,4 Prozent genutzt, Kerzen von 0,3 Prozent.

## Wahlkreise
Der Distrikt Ejisu-Juaben bildet einen gleichnamigen Wahlkreis. In diesem errang bei den Parlamentswahlen 2004 Akwasi Osei-Adjei für die New Patriotic Party (NPP) den Sitz im ghanaischen Parlament. 

## Wichtige Ortschaften
| - Ejisu - Kwamo - Bonwire - Fumesua - Besease - Onwi - Kwaso | - Adumasa - Nobewam - Achiase - Asotwe - Donyina - Essienimpong - Achinakrom | - Bomfa - New Koforidua - Tikrom - Apromase - Akyawkrom |